# کربامینو
کربامینو اشاره به ترکیبی دارد که از افزودن کربن دی‌اکسید به یک گروه آمین آزاد در یک اسید آمینه یا پروتئین مانند هموگلوبین بدست می‌آید. مانند تشکیل کربامینوهموگلوبین.
معمولاً در صورت pH بالا و حضور دی اکسید کربن حل شده و گروه‌های اپسیلون-آمینه از اسیدهای آمینه، پپتید، پروتئین‌ها و ان-ترمینوس انتظار تشکیل گروه کربامینو را داریم.
تشخیص کربامینو از طریق طیف‌سنجی جرمی و electrospray ionization ممکن است.